# El impostor (film 1931)
El impostor è un film del 1931 diretto da Lewis Seiler.

## Produzione
Per il film, prodotto dalla Fox Film Corporation per il mercato di lingua spagnola, venne usato il sistema sonoro monofonico Movietone.

## Distribuzione
Distribuito dalla Fox Film Corporation, il film fu presentato in prima a New York il 17 aprile 1931. In Spagna, uscì a Barcellona (29 settembre) e a Madrid (12 novembre 1931).